# 约根·松德林
约根·松德林（瑞典語：Jörgen Sundelin，1945年3月15日—），瑞典男子帆船运动员。他曾代表瑞典参加1968年、1972年和1976年夏季奥林匹克运动会帆船比赛，其中1968年奥运会获得一枚金牌。